# تاریخ و فرهنگ ایران در دوران انتقال از عصر ساسانی به عصر اسلامی
تاریخ و فرهنگ ایران در دوران انتقال از عصر ساسانی به عصر اسلامی کتابی از محمد محمدی ملایری است که در سال ۱۳۸۲ منتشر و در مراسم کتاب سال جمهوری اسلامی ایران به‌عنوان کتاب برگزیده معرفی شد.